# گولارگامبون
گولارگامبون (به انگلیسی: Gulargambone) یک منطقهٔ مسکونی در استرالیا است که در نیو ساوت ولز واقع شده‌است.